# 언니는 살아있다
《언니는 살아있다》는 2017년 4월 15일부터 2017년 10월 14일까지 방영된 SBS 주말 특별기획 드라마이다.

## 방송 시간
| 방송 채널 | 방송 기간                         | 방송 시간                     | 방송 분량                       |
| --------- | --------------------------------- | ----------------------------- | ------------------------------- |
| SBS       | 2017년 4월 15일 ~ 2017년 8월 26일 | 매주 토요일 저녁 8:45 ~ 11:05 | 140분 (회당 70분 2회 연속 방송) |
| SBS       | 2017년 9월 2일 ~ 2017년 10월 14일 | 매주 토요일 저녁 8:45 ~ 11:05 | 140분 (회당 35분 4회 연속 방송) |

## 등장인물

### 주요 인물
- 장서희 : 민들레 / 소민정 역

아역배우 출신이며 한 때 최고 톱스타 반열까지 올랐던 여배우. 하지만 안하무인 성격과 발연기로 점차 대중의 머릿속에서 사라졌고 결국 지금은 퇴물 취급 받는 여배우 처지가 되었다. 하지만 그럼에도 불구하고 들레가 여전히 뻔뻔하게 살아갈 수 있는 건 그녀의 광팬이자 매니저인 하나뿐인 엄마 덕분이다.
혼자 할 수 있는 건 아무것도 없는 철부지 어른에 괴팍한 성질은 주위 사람 모두를 힘들게 만든다. 그러던 어느날 평생 철들지 않고 살 것 같았던 들레에게 충격적인 사건이 일어난다. 바로 엄마가 자신을 대신해 스토커의 칼에 찔려 죽고 만 것이다. 엄마의 죽음을 받아들이지 못하고 살아가던 그때, 사라졌던 스토커가 들레의 눈앞에 다시 나타나고 들레는 자신의 남은 일생을 원수와 싸우는 데 바치기로 결심한다. 그리고 엄마를 살릴 수 있었던 그 순간, 왜 엄마를 살릴 수 없었는지 그 참혹한 진실에 점차 다가가기 시작한다.
- 오윤아 : 김은향 역

이기적이고 냉철한 성격, 대기업 비서 출신의 엘리트 신여성이었다. 후에 태수를 만나 결혼하여 오랜 시험관 시술 끝에 딸 아름을 낳았다. 충분히 자신의 삶을 살아갈 수 있는 능력이 있음에도 불구하고 딸의 육아에 헌신하며 점차 완벽한 아내이자 엄마가 되어간다. 행복한 인생이라 생각하며 스스로를 위안하던 어느날, 딸이 혼자 있던 집에 불이나고 엎친데 덮친격으로 소방차까지 늦게 도착하며 일순간에 하나뿐인 딸을 먼저 떠나보내게 된다. 딸의 죽음을 자신 때문이라 자책하며 살아가던 어느날, 집에 화재가 난 이유가 남편 태수 때문임을 알게 되고 남편의 불륜 사실까지 알게 되면서 남편과 세경에 대한 복수를 결심한다. 딸의 죽음을 방조한 남편 그리고 그 죽음을 아무것도 아닌 것처럼 여긴 세경을 살려둘 수는 없기에 은향은 자신의 남은 삶을 그들을 파멸시키는데 던져버린다.
- 김주현 : 강하리 역

수능 전날 불의의 사고로 부모님을 잃고 변변한 대학 하나 나오지 못한 천애 고아. 그나마 살아갈 수 있는 이유는 동생인 하세와 부모님의 죽음에 큰 위로가 되었던 남자친구 재일 덕분이었다. 문방구를 운영하며 동네에서 오지랖을 떨지 않은 적이 없고 밝게 살아가려고 노력하는 그 모습 속엔 가장으로서의 책임감과 어린 나이에 부모님을 여읜 가슴 한구석 깊은 슬픔을 가리기 위한 속내가 들어있다. 로스쿨을 수석으로 졸업하고 대기업 법무팀에서 일하게 된 재일과의 큰 신분격차에 열등감을 느낄법도 하지만 재일을 사랑하는 마음 하나만으로 살아가고 시댁의 오랜 반대 끝에 결혼에 골인하게 된다. 세상 그 누구보다도 행복해야할 결혼식 날, 신혼여행을 가던 중 교통사고를 당해 남편을 한순간에 잃게 되고 졸지에 청상과부가 되어 남편을 잡아먹었다는 꼬리표를 달고 살게된다. 그리고 남편을 구할 수 있었던 그 순간에 자신을 외면했던 달희의 정체에 점차 다가가면서 슬픈 복수를 다짐하게 된다.
- 다솜 : 양달희 역

설기찬의 옛 연인. 아름다운 외모와 부티나는 모습은 부잣집 딸내미를 연상시키지만 실제로는 아무것도 가진 것 없는 가난한 여자이다. 재혼한 엄마가 동생을 낳다 죽었고 달희는 도망치듯 그곳을 떠나 메이크업을 공부하기 위해 미국으로 간다. 부잣집 딸이라는 신분을 이용해 자신을 천대하던 세라 박에게 따지러 간 자리에서 우연치 않게 세라박이 식물인간이 되고, 현장을 목격한 메이드의 협박이 이어지자 울며 겨자먹기로 한국으로 돌아오게 된다. 자신을 열렬히 사랑하는 기찬을 가차없이 배신하고 기찬이 공을 들여 품종개량한 꽃을 훔쳐 루비화장품과의 위험한 거래에 일생을 올인한다. 하지만 욕심이 과했던 것일까? 일생을 건 그 거래를 위해 새아빠의 택시를 타고 가다가 4중 추돌사고를 내면서 여러 사람의 운명을 바꿔놓게 되고, 자신의 파멸을 예견하지 못한 채 무서운 악인의 길을 걷게 된다. 모든 사람들을 속이고 '세라 박'이라는 이름으로 위장 신분 세탁까지 하게 된다.
- 이지훈 : 설기찬 / 구세후 역 (아역 홍동영)

그 나이대 청년 답지 않은 능글스러움에 힘겹고 어려운 상황에서도 쓰러지지 않는 열정까지, 그 누구보다도 밝게 자랐을 것 같은 기찬이지만 실상은 어렸을 적 기억을 잃고 고아원에서 자란 슬픈 운명의 주인공이다. 가방끈은 짧지만 꽃에 관한한 모르는 게 없는 꽃박사이고, 자신이 재배한 꽃으로 사람에게 유익한 화장품을 개발하는 것을 인생의 최대 목표로 가진 청년이다. 그러던 어느날 누구보다 사랑하던 애인의 배신으로 품종개량에 성공한 꽃의 특허권을 공룡그룹에 뺏긴 것도 모자라, 절친한 친구 재일이 자신이 빌려준 웨딩카를 타고가다 사고로 죽게 되면서 엄청난 실의에 빠진다. 그 후 친구의 사고가 공룡그룹과 관련돼 있다는 사실을 알게 되면서 조용히 복수를 준비한다.
- 조윤우 : 구세준 역 (아역 이시훈)

구 회장의 하룻밤 실수로 태어난, 사실 태어나지 말았어야 할 존재였다가 구 회장의 친아들인 세후의 실종으로 한순간 성골로 등극하게 되지만 하루가 멀다 하고 사고를 치면서 구회장에게 아들로도 인정받지 못하는 트라우마까지 생겨버렸다. 미국으로 귀향을 떠났다가 마지막 기회를 얻고 한국으로 컴백, 신분을 숨긴 채 공룡그룹 인턴생활을 시작하게 되고 그곳에서 말도 안 되게 기막힌 여자, 강하리와 재회한다. 하리와 엮이면 온갖 짜증나는 일들의 연속인데도 희한하게 자꾸 더 엮이고 싶어진다.

### 공룡그룹
- 김수미 : 사군자 역 - 구필모의 모친. 세준, 세경, 세후의 친할머니. 용하의 증조할머니.
- 손창민 : 구필모 역 - 공룡그룹 회장, 세준, 세경, 세후의 아버지. 용하의 외할아버지.
- 변정수 : 구필순 역 - 구필모의 여동생. 세준, 세경, 세후의 고모. 용하의 고모할머니.
- 양정아 : 이계화(미쓰리) 역 - 세준의 생모.
- 송종호 : 조환승 역 - 구세경의 남편. 용하의 아버지.
- 손여은 : 구세경 역 (아역 김사랑) - 구필모의 장녀. 용하의 엄마.
- 김승한 : 조용하 역 - 조환승과 구세경의 아들. 구필모의 외손자.
- 서범식 : 오성진 역 - 구필모의 비서.
- 오수범 : 최비서 역 - 구세경의 비서.

### 하리 시댁가족
- 안내상 : 나대인 역
- 황영희 : 고상미 역
- 이재진 : 나재동 역
- 오아린 : 진홍시 역

### 하리 가족
- 진지희 : 강하세 역

### 은향 가족
- 박광현 : 추태수 역
- 강주하 : 추아름 역

### 그 외
- 김남희 : 최영훈(스토커) / 최지훈 역
- 류태호 : 진말복 역
- 김형민 : 이중성 역 - 공룡그룹 신제품개발팀
- 김민경 : 김은향 모 역
- 이승형 : 안경점 사장 역
- 조성규 : 화훼농장 어른 역
- 홍희원 : 찰리정 역
- 송보은 : 김잎분 역
- 이창 : 박형사 역
- 민준현 : 고기사 역
- 박영준 : 조비서 역
- 정동규 : 서득원 역
- 한다은 : 메이드 역
- 이민재 : 학생 역
- 한사랑 : 무당 역
- 김동균
- 이정성
- 홍서준
- 이윤상
- 강동엽
- 송재룡
- 주동희
- 신재도
- 노효윤
- 박유미
- 성창훈
- 강찬양
- 이현성
- 박주용
- 설지윤
- 김광인
- 여운복
- 정병호
- 안수빈
- 안수호
- 홍예지
- 한여울
- 주부진
- 이종구
- 강문경
- 공재원
- 진현광
- 서왕석
- 홍기준
- 전민협
- 윤인조
- 최정현
- 김인희
- 원유빈
- 신나라
- 최태호
- 함진성
- 박귀순
- 윤종원
- 손영순
- 정아미
- 석보배
- 최영인
- 오유미
- 김혜림
- 이혜라
- 조현진
- 김중돈
- 윤여학
- 오승찬
- 유인석
- 정수인
- 조성희
- 윤복성
- 남현
- 염정구
- 류인영
- 권홍석
- 이재욱
- 나수윤
- 전해룡
- 김왕근
- 성낙경
- 최보광
- 이서환
- 김선은
- 홍부향
- 진영범
- 손정림
- 이제관
- 권영경
- 정명준
- 손선근
- 노민정
- 구본석
- 이금주
- 반혜라
- 송영학
- 김영조
- 도율곡
- 서병덕
- 이영실
- 장호준
- 이규섭
- 서진욱
- 김홍수
- 이은채
- 홍석빈
- 정종우
- 이종희
- 이효비
- 주서은

### 특별출연
- 성혁 : 나재일 역 - 설기찬의 단짝친구
- 성병숙 : 오정희 역 - 민들레 모
- 송하윤 : 세라 박 역 - 양달희가 모시던 재벌가 여자
- 최대철 : 조금만 역 - 터널 사중 추돌사고 목격자
- 김명수 : 금익현 회장 역
- 전수경 : 비키 정 역 - 세라 박의 모친
- 박준금 : 추태수 모 역
- 이유리 : 연민정 역

## 시청률
최저 시청률과 최고 시청률은 시청률 조사회사와 지역별로 시청률에 차이가 있을 수 있습니다.
| 2017년      | 2017년      | 2017년         | 2017년       | 2017년         | 2017년       |
| 회차        | 방송일      | TNmS 시청률    | TNmS 시청률  | AGB 시청률     | AGB 시청률   |
| 회차        | 방송일      | 대한민국(전국) | 서울(수도권) | 대한민국(전국) | 서울(수도권) |
| ----------- | ----------- | -------------- | ------------ | -------------- | ------------ |
| 제1회       | 4월 15일    | 6.1%           | 6.4%         | 6.6%           | 7.1%         |
| 제2회       | 4월 15일    | 8.0%           | 8.6%         | 8.7%           | 9.4%         |
| 제3회       | 4월 22일    | 6.1%           | 7.0%         | 6.1%           | 6.8%         |
| 제4회       | 4월 22일    | 8.8%           | 9.7%         | 8.5%           | 9.2%         |
| 제5회       | 4월 29일    | 6.0%           | 7.3%         | 6.5%           | 6.6%         |
| 제6회       | 4월 29일    | 9.3%           | 11.2%        | 10.1%          | 10.3%        |
| 제7회       | 5월 6일     | 6.8%           | 7.5%         | 7.1%           | 7.7%         |
| 제8회       | 5월 6일     | 11.1%          | 12.5%        | 12.2%          | 13.4%        |
| 제9회       | 5월 13일    | 6.5%           | 7.3%         | 6.7%           | 7.2%         |
| 제10회      | 5월 13일    | 10.5%          | 10.8%        | 12.0%          | 12.6%        |
| 제11회      | 5월 20일    | 8.1%           | 8.7%         | 8.7%           | 9.2%         |
| 제12회      | 5월 20일    | 9.4%           | 10.6%        | 10.9%          | 11.5%        |
| 제13회      | 5월 27일    | 6.4%           | 7.9%         | 7.1%           | 7.8%         |
| 제14회      | 5월 27일    | 10.5%          | 10.5%        | 12.6%          | 13.9%        |
| 제15회      | 6월 3일     | 7.5%           | 9.0%         | 7.4%           | 7.6%         |
| 제16회      | 6월 3일     | 12.7%          | 13.7%        | 13.4%          | 14.1%        |
| 제17회      | 6월 10일    | 7.1%           | 8.0%         | 7.9%           | 8.6%         |
| 제18회      | 6월 10일    | 12.0%          | 12.6%        | 12.4%          | 13.3%        |
| 제19회      | 6월 17일    | 6.6%           | 7.2%         | 7.3%           | 7.7%         |
| 제20회      | 6월 17일    | 11.2%          | 12.2%        | 12.6%          | 12.9%        |
| 제21회      | 6월 24일    | 6.7%           | 7.9%         | 6.7%           | 7.1%         |
| 제22회      | 6월 24일    | 11.4%          | 13.1%        | 12.5%          | 13.4%        |
| 제23회      | 7월 1일     | 7.2%           | 8.0%         | 8.4%           | 9.0%         |
| 제24회      | 7월 1일     | 10.9%          | 11.2%        | 13.6%          | 14.3%        |
| 제25회      | 7월 8일     | 9.8%           | 10.4%        | 9.5%           | 10.4%        |
| 제26회      | 7월 8일     | 15.0%          | 15.7%        | 14.4%          | 15.7%        |
| 제27회      | 7월 15일    | 9.0%           | 10.8%        | 9.2%           | 10.2%        |
| 제28회      | 7월 15일    | 14.5%          | 16.0%        | 15.5%          | 16.8%        |
| 제29회      | 7월 22일    | 9.6%           | 10.8%        | 10.2%          | 11.5%        |
| 제30회      | 7월 22일    | 15.8%          | 16.8%        | 17.9%          | 19.7%        |
| 제31회      | 7월 29일    | 10.6%          | 11.0%        | 9.7%           | 10.9%        |
| 제32회      | 7월 29일    | 16.8%          | 17.0%        | 15.8%          | 17.2%        |
| 제33회      | 8월 5일     | 10.1%          | 10.2%        | 10.5%          | 11.2%        |
| 제34회      | 8월 5일     | 16.1%          | 16.0%        | 17.9%          | 19.1%        |
| 제35회      | 8월 12일    | 9.9%           | 10.5%        | 10.2%          | 11.1%        |
| 제36회      | 8월 12일    | 16.9%          | 17.3%        | 17.6%          | 18.5%        |
| 제37회      | 8월 19일    | 10.4%          | 11.0%        | 12.4%          | 13.3%        |
| 제38회      | 8월 19일    | 18.3%          | 19.4%        | 19.5%          | 21.0%        |
| 제39회      | 8월 26일    | 11.3%          | 12.5%        | 10.9%          | 11.9%        |
| 제40회      | 8월 26일    | 18.3%          | 19.1%        | 19.0%          | 20.3%        |
| 제41회      | 9월 2일     | 10.9%          | 12.1%        | 12.0%          | 13.4%        |
| 제42회      | 9월 2일     | 16.5%          | 17.6%        | 17.7%          | 19.4%        |
| 제43회      | 9월 2일     | 17.5%          | 18.2%        | 18.4%          | 19.9%        |
| 제44회      | 9월 2일     | 18.3%          | 18.6%        | 19.3%          | 20.8%        |
| 제45회      | 9월 9일     | 8.7%           | 10.0%        | 9.7%           | 11.3%        |
| 제46회      | 9월 9일     | 16.9%          | 17.8%        | 17.7%          | 19.1%        |
| 제47회      | 9월 9일     | 18.3%          | 18.8%        | 19.6%          | 20.9%        |
| 제48회      | 9월 9일     | 19.7%          | 20.0%        | 21.1%          | 22.3%        |
| 제49회      | 9월 16일    | 11.8%          | 13.5%        | 12.0%          | 13.2%        |
| 제50회      | 9월 16일    | 18.8%          | 19.8%        | 19.4%          | 20.5%        |
| 제51회      | 9월 16일    | 19.8%          | 19.6%        | 20.5%          | 21.7%        |
| 제52회      | 9월 16일    | 20.2%          | 20.6%        | 20.9%          | 22.0%        |
| 제53회      | 9월 23일    | 10.7%          | 11.7%        | 10.2%          | 10.7%        |
| 제54회      | 9월 23일    | 17.8%          | 18.8%        | 18.1%          | 18.8%        |
| 제55회      | 9월 23일    | 20.4%          | 21.7%        | 20.5%          | 21.5%        |
| 제56회      | 9월 23일    | 21.0%          | 22.4%        | 20.4%          | 21.5%        |
| 제57회      | 9월 30일    | 13.0%          | 14.5%        | 12.8%          | 13.8%        |
| 제58회      | 9월 30일    | 19.0%          | 20.1%        | 19.1%          | 20.2%        |
| 제59회      | 9월 30일    | 20.5%          | 21.7%        | 21.1%          | 22.0%        |
| 제60회      | 9월 30일    | 20.8%          | 22.4%        | 21.2%          | 22.5%        |
| 제61회      | 10월 7일    | 7.4%           | 8.8%         | 8.2%           | 9.3%         |
| 제62회      | 10월 7일    | 17.9%          | 18.5%        | 18.5%          | 20.2%        |
| 제63회      | 10월 7일    | 20.0%          | 20.7%        | 20.4%          | 21.8%        |
| 제64회      | 10월 7일    | 22.1%          | 22.6%        | 22.6%          | 23.8%        |
| 제65회      | 10월 14일   | 12.9%          | 15.0%        | 13.6%          | 15.1%        |
| 제66회      | 10월 14일   | 20.5%          | 22.6%        | 21.3%          | 23.1%        |
| 제67회      | 10월 14일   | 23.5%          | 24.4%        | 23.5%          | 24.3%        |
| 제68회      | 10월 14일   | 23.3%          | 23.7%        | 24.0%          | 24.8%        |
| 평균 시청률 | 평균 시청률 | 13.4%          | 14.3%        | 14.0%          | 15.0%        |

## 연장
- 2017년 9월 8일 : 언니는 살아있다 방송 분량이 50부작에서 18회 연장되어 68부작으로 변경 및 확정되었다.

## 수상 및 후보
| 연도 | 시상식              | 부문                                     | 수상자 | 결과 |
| ---- | ------------------- | ---------------------------------------- | ------ | ---- |
| 2017 | SBS 연기대상        | 일일 & 주말드라마 부문 남자 최우수연기상 | 손창민 | 수상 |
| 2017 | SBS 연기대상        | 일일 & 주말드라마 부문 여자 최우수연기상 | 장서희 | 수상 |
| 2017 | SBS 연기대상        | 일일 & 주말드라마 부문 남자 우수연기상   | 안내상 | 수상 |
| 2017 | SBS 연기대상        | 일일 & 주말드라마 부문 여자 우수연기상   | 손여은 | 수상 |
| 2017 | SBS 연기대상        | 여자 신인연기상                          | 김다솜 | 수상 |
| 2017 | SBS 연기대상        | 올해의 캐릭터 연기상                     | 김다솜 | 후보 |
| 2018 | 제54회 백상예술대상 | TV부문 여자 신인연기상                   | 김다솜 | 후보 |

## 주요 촬영 장소
- SBS 방송 센터
- SBS 일산제작센터 B스튜디오
- 박스터 스튜디오
- 상암동 SBS프리즘타워

## 참고 사항
- 추태수(박광현 분)가 구세경(손여은 분)의 비서에 의해 흙에 묻혀 머리만 내밀고 있는 장면이 논란이 되었다. 이 장면은 SBS 심의팀 부장으로부터 지적을 받았으나, 촬영 분량 때문에 그대로 방송되었고, 결국 방송통신심의위원회 심의에서 적발됐다.